# جدعون تي ستيوارت
جدعون تي ستيوارت (بالإنجليزية: Gideon T. Stewart)‏ هو صحفي ومحامي أمريكي، ولد في 7 أغسطس 1824، وتوفي في 1909.